# Goodrich (Texas)
Pour les articles homonymes, voir Goodrich (homonymie).
La ville de Goodrich est située dans le comté de Polk, dans l’État du Texas, aux États-Unis. Elle comptait 271 habitants lors du recensement de 2010.

## Source
- (en) Cet article est partiellement ou en totalité issu de l’article de Wikipédia en anglais intitulé « Goodrich, Texas » (voir la liste des auteurs).